# Jacky Carr
Jacky Carr (Londra, 25 novembre 1892 – 10 maggio 1942) è stato un allenatore di calcio e calciatore inglese, di ruolo centrocampista.

## Carriera

### Club
Ha sempre militato nelle file di squadre inglese, vestendo la maglia del Middlesbrough per 19 stagioni.

### Nazionale
Conta 2 presenze con la nazionale maggiore inglese.

## Palmarès

### Giocatore

#### Competizioni nazionali
- Second Division: 2

Middlesbrough: 1926-1927, 1928-1929

### Allenatore

#### Competizioni nazionali
- Third Division North: 1

Tranmere: 1937-1938